# Michael Aikman
Alexander Michael Hirst Aikman (født 9. september 1933, død 16. februar 2005) var en australsk roer.
Aikman deltog i otter ved OL 1956 på hjemmebane i Melbourne. De øvrige medlemmer af båden var De øvrige medlemmer af båden var David Boykett, Fred Benfield, Jim Howden, Garth Manton, Walter Howell, Adrian Monger, Brian Doyle og styrmand Harold Hewitt. Den australske båd indledte med at vinde i runde ét, mens de blev nummer to i semifinalen. I finalen kæmpede de med canadierne om føringen i begyndelsen, men så kom USA og endte med at vinde, mens canadierne blev toere og australierne, der gik lidt ned i tempo til sidst, vandt bronze.

## OL-medaljer
- 1956:  Bronze i otter